# Ralph Cudworth
Ralph Cudworth  (pronunciació en : /ˈreɪf ˈkʊdɜːrθ/) (Aller, 1617 - Cambridge, 26 de juny de 1688) FRS va ser un clergue anglicà anglès, hebraista cristià, classicista, teòleg i filòsof, i una figura destacada entre els platònics de Cambridge que es van convertir en professor d'hebreu de Cambridge (Regius). 1645–88), 26è mestre de Clare Hall (1645–54) i 14è mestre del Christ's College (1654–88). Principal opositor de les opinions polítiques i filosòfiques de Hobbes, la seva obra màgica va ser The True Intellectual System of the Universe (El veritable sistema intel·lectual de l'univers)(1678).